# Эстевес, Десио
Десио Эстевес да Силва (порт. Décio Esteves da Silva; 21 мая 1927, Рио-де-Жанейро — 25 декабря 2000, Рио-де-Жанейро) — бразильский футболист, полузащитник, выступал за сборную Бразилии. После окончания карьеры работал тренером.
Десио Эстевес — один из символов клуба «Бангу» середины-конца 50-х годов XX века. Он выступал за клуб на протяжении 7 сезонов, придя в 1955 и завершив выступления в 1962 году, забив 88 мячей. После «Бангу» Эстевес играл за «Кампо Гранде» и «Оларию».
За сборную Бразилии Эстевес провел только 3 матча, хотя и победил с командой в Кубке Рока в 1960-м году.

## Достижения
- Обладатель Кубка Рока: 1960